# Барон Шеффилд

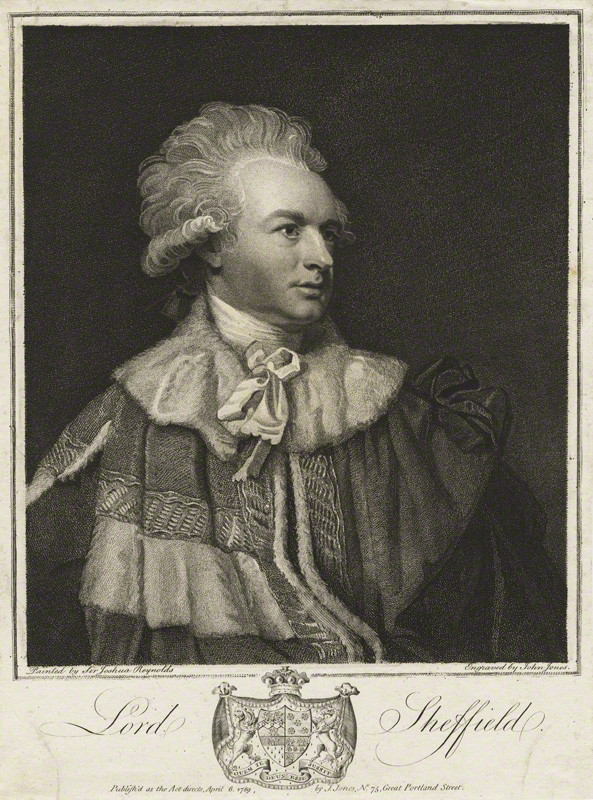
Джон Бейкер-Холройд (1735—1821), 1-й барон Шеффилд (1781), 1-й барон Шеффилд (1783), 1-й барон Шеффилд (1802), 1-й виконт Певенси (1816) и 1-й граф Шеффилд (1816)

Барон Шеффилд — аристократический титул, созданный четыре раза в британской истории (1547 год — Пэрство Англии, 1781 и 1783 годы — Пэрство Ирландии, 1802 год — Пэрство Соединённого королевства).

## История
Впервые титул барона Шеффилда из Баттервика в системе Пэрства Англии был создан 16 февраля 1547 года для Эдмунда Шеффилда (1521—1549), который был убит в Норидже во время восстания Роберта Кетта. Его внук, Эдмунд Шеффилд, 3-й барон Шеффилд (ок. 1564—1646), получил титул графа Малгрейва в 1626 году. Он занимал посты лорда-лейтенанта Йоркшира и президента Совета Севера (1603—1619), вице-адмирала Йоркшира (1604—1646). Его правнук, Джон Шеффилд, 3-й граф Малгрейв (1648—1721), получил титулы маркиза Норманби (1694) и герцога Бекингема и Норманби (1703). В 1735 году после смерти Эдмунда Шеффилда, 2-го герцога Бекингема и Норманби (1716—1735), все титулы, в том числе и барона Шеффилда, угасли, так как наследников у него не было.
Следующие три креации были созданы для одного человека, английского политика Джона Бейкера-Холройда (1735—1821). Он заседал в Палате общин от Ковентри (1780, 1781—1784) и Бристоля (1790—1801, 1801—1802). 9 января 1781 года он получил титул барона Шеффилда из Dunnamore в графстве Мит (Пэрство Ирландии), с правом наследования для мужских потомков. 20 сентября 1783 года для Джона Бейкера-Холройда был создан титул барона Шеффилда из Роскоммона в графстве Роскоммон (Пэрство Ирландии), с правом наследования, в случае отсутствия мужских потомков, наследникам мужского пола от его дочери от первого брака.
29 июля 1802 года для Джона Бейкера-Холройда в третий раз был создан титул барона Шеффилда из Шеффилда в графстве Йоркшир (Пэрство Соединённого королевства). 16 января 1816 года для него были дополнительно созданы титулы графа Шеффилда и виконта Певенси (Пэрство Ирландии). Последние два титулы были созданы с правом наследования для наследников мужского пола. Преемником Джона Бейкера-Холройда стал его сын от третьего брака, Джордж Огастес Фредерик Чарльз Холройд, 2-й граф Шеффилд (1802—1876). Ему наследовал его второй сын, Генри Норт Холройд, 3-й граф Шеффилд (1832—1909), который был депутатом Палаты общин от Восточного Сассекса (1857—1865).
После смерти в 1909 году Генри Норта Холройда, 3-го графа Шеффилда (1832—1909), титулы графа Шеффилда, виконта Певенси и барона Шеффилда (креации 1781 и 1802 года) прервались. Но баронский титул креации 1783 года унаследовал его кузен, Эдвард Стэнли, 4-й барон Стэнли из Элдерли, 3-й барон Эддисбёри (1839—1925), который стал 4-м бароном Шеффилдом. Эдвард Стэнли, 4-й барон Шеффилд, был внуком леди Марии Жозефы Холройд (ок. 1771—1863), дочери 1-го графа Шеффилда. Бароны Стэнли из Элдерли до настоящего времени носят титул барона Шеффилда.

## Бароны Шеффилд, первая креация (1547)
- 1547—1549: Эдмунд Шеффилд, 1-й барон Шеффилд (22 ноября 1521 — 19 июля 1549), единственный сын сэра Роберта Шеффилда (до 1505—1531)[1]%
- 1549—1568: Джон Шеффилд, 2-й барон Шеффилд (ок. 1538 — 10 декабря 1568), старший сын предыдущего[2]%
- 1568—1646: Эдмунд Шеффилд, 3-й барон Шеффилд (7 декабря 1564 — октябрь 1646), единственный сын предыдущего, граф Малгрейв с 1626 года[3].

Основная статья: Герцог Бекингем и Норманби

## Бароны Шеффилд, вторая и четвертая креации (1781; 1802), графы Шеффилд (1816)
- 1781—1821: Джон Бейкер-Холройд, 1-й граф Шеффилда, 1-й барон Шеффилд[англ.] (21 декабря 1735 — 30 мая 1821), сын Исаака Холройда (1708—1778)[4];
- 1821—1876: Джордж Огастес Фредерик Чарльз Холройд, 2-й граф Шеффилд, 2-й барон Шеффилд[англ.] (16 марта 1802 — 5 апреля 1876), единственный сын предыдущего от третьего брака[5];
  - Фредерик Генри Стюарт Холройд, виконт Певенси (24 октября 1827 — 21 марта 1829), старший сын предыдущего[6];
- 1876—1909: Генри Норт Холройд, 3-й граф Шеффилд, 3-й барон Шеффилд[англ.] (18 января 1832 — 21 апреля 1909), третий сын 2-го графа Шеффилда, младший брат предыдущего[7].

## Бароны Шеффилд, третья креация (1783)
- 1783—1821: Джон Бейкер-Холройд, 1-й граф Шеффилд, 1-й барон Шеффилд[англ.] (21 декабря 1735 — 30 мая 1821), сын Исаака Холройда (1708—1778)[4];
- 1821—1876: Джордж Огастес Фредерик Чарльз Холройд, 2-й граф Шеффилд, 2-й барон Шеффилд[англ.] (16 марта 1802 — 5 апреля 1876), единственный сын предыдущего от третьего брака[5];
- 1876—1909: Генри Норт Холройд, 3-й граф Шеффилд, 3-й барон Шеффилд[англ.] (18 января 1832 — 21 апреля 1909), второй сын предыдущего[7];
- 1909—1925: Эдвард Люлф Стэнли, 4-й барон Стэнли из Элдерли, 3-й барон Эддисбёри, 4-й барон Шеффилд[англ.] (16 мая 1839 — 18 марта 1925), известен как лорд Стэнли, правнук Джона Бейкера-Холройда, 1-го графа Шеффилда, третий сын 2-го барона Стэнли из Элдерли (1802—1869)[8];
- 1925—1931: Артур Люлф Стэнли, 5-й барон Стэнли из Элдерли, 4-й барон Эддисбёри, 5-й барон Шеффилд[англ.] (14 сентября 1875 — 22 августа 1931), известен как лорд Шеффилд, старший сын предыдущего[9];
- 1931—1971: Эдвард Джон Стэнли, 6-й барон Стэнли из Элдерли, 5-й барон Эддисбёри, 6-й барон Шеффилд[англ.] (9 октября 1907 — 3 марта 1971), известен как лорд Стэнли, старший сын предыдущего[10];
- 1971—1971: Люлф Генри Виктор Оуэн Стэнли, 7-й барон Стэнли из Элдерли, 6-й барон Eddisbury, 7-й барон Шеффилд (22 октября 1915 — 23 июня 1971), известен как лорд Шеффилд, второй сын 5-го барона Стэнли из Элдерли, младший брат предыдущего[11];
- 1971—2013: Томас Генри Оливер Стэнли, 8-й барон Стэнли из Элдерли, 7-й барон Эддисбёри, 8-й барон Шеффилд (28 сентября 1927 — 19 ноября 2013), известен как лорд Стэнли, третий сын подполковника достопочтенного Оливера Хью Стэнли (1879—1952), внук 4-го барона Стэнли из Элдерли[12]
- 2013 — настоящее время: Ричард Оливер Стэнли, 10-й барон Стэнли из Элдерли, 8-й барон Эддисбёри, 9-й барон Шеффилд (род. 24 апреля 1956), старший сын предыдущего[13];
- Наследник титула: достопочтенный Чарльз Эрнест Стэнли (род. 30 июня 1960), младший брат предыдущего[14].